# Distretto di Kızılcahamam
Il distretto di Kızılcahamam (in turco Kızılcahamam ilçesi) è uno dei distretti della provincia di Ankara, in Turchia. Prende nome da Kızılcahamam, la sua città principale. Il distretto fa parte della provincia di Ankara, nella regione dell'Anatolia centrale in Turchia. È situato 70 km a nord della città di Ankara, vicino all'autostrada per Istanbul. Secondo il censimento del 2010, la popolazione del distretto è di 25.203 persone, di cui 16.726 vivono nella città di Kızılcahamam. Il distretto copre un'area di 1.712 km² e l'altezza media sul livello del mare nel centro del distretto è di 975 m.
L'area è montuosa e ricoperta di foreste, e rappresenta un confine geografico tra l'Anatolia centrale e le regioni del Mar Nero.
Kızılcahamam è una tranquilla città di mercato nota per le sue sorgenti termali curative e le acque minerali. Il vicino Parco Nazionale di Soğuksu contiene un campo scout, sentieri e aree per picnic nella foresta. Ci sono hotel e pensioni compresi hotel termali. Una scultura di avvoltoio monaco, una specie di uccelli in via di estinzione che vive nel parco nazionale, si trova all'ingresso della città.

## Clima
Il clima a Kızılcahamam è caldo e temperato / mesotermico. In inverno le precipitazioni sono più abbondanti che nella stagione estiva. Il clima del luogo viene classificato come clima mediterraneo (Csb) secondo il sistema climatico Köppen – Geiger . La temperatura media annuale è 10,4 °C (50,7 °F) e la piovosità media annua 550 mm (22 in).
| Mese                | Mesi | Mesi | Mesi | Mesi | Mesi | Mesi | Mesi | Mesi | Mesi | Mesi | Mesi | Mesi | Stagioni | Stagioni | Stagioni | Stagioni | Anno |      |
| Mese                | Gen  | Feb  | Mar  | Apr  | Mag  | Giu  | Lug  | Ago  | Set  | Ott  | Nov  | Dic  | Inv      | Pri      | Est      | Aut      | Anno |      |
| ------------------- | ---- | ---- | ---- | ---- | ---- | ---- | ---- | ---- | ---- | ---- | ---- | ---- | -------- | -------- | -------- | -------- | ---- | ---- |
| T. media (°C)       | −0,4 | 1,2  | 5,1  | 9,9  | 14,0 | 17,3 | 20,4 | 20,1 | 16,6 | 11,5 | 6,5  | 2,1  | 10,4     | 1,0      | 9,7      | 19,3     | 11,5 | 10,4 |
| Precipitazioni (mm) | 70   | 53   | 51   | 53   | 64   | 43   | 22   | 20   | 23   | 31   | 42   | 78   | 201      | 168      | 85       | 96       | 550  |      |

## Geografia antropica

### Suddivisioni amministrative

#### Città
- Çeltikçi
- Kızılcahamam

#### Villaggi
- Adaköy
- Akdoğan
- Aksak
- Alibey
- Alpagut
- Ayvacık
- Aşağıadaköy
- Aşağıçanlı
- Aşağıhüyük
- Aşağıkese
- Bademli
- Balcılar
- Bayırköy
- Bağlıca
- Bağören
- Başağaç
- Başören
- Belpınar
- Berçinçatak
- Berçinyayalar
- Bezcikuzören
- Beşkonak
- Binkoz
- Bulak
- Ciğirler
- Çalta
- Çavuşlar
- Çeçtepe
- Çırpan
- Çukurca
- Çukurören
- Demirciören
- Değirmenönü
- Doymuşören
- Doğanözü

- Esenler
- Eğerlialören
- Eğerlibaşköy
- Eğerlidereköy
- Eğerlikozören
- Gebeler
- Gökbel
- Gölköy
- Gümele
- Güneysaray
- Güvem
- İğdir
- İğmir
- İnceğiz
- İyceler
- Hıdırlar
- Kalemler
- Karaağaç
- Karacaören
- Kasımlar
- Kavaközü
- Kocalar
- Kurumcu
- Kuşcuören
- Kınık (Aşağı)
- Kınık (Yukarı)
- Kırkırca
- Kırköy
- Kışlak
- Kızık
- Kızılca
- Kızılcaören
- Mahkemeağcin
- Olucak
- Ortaköy

- Otacı
- Oğlakçı
- Örencik
- Pazar Başören
- Pazar
- Salın
- Saraycık
- Sarayköy
- Saraçköy
- Sazak
- Semeler
- Semer
- Süleler
- Şahinler
- Tahtalar
- Taşlıca
- Turnalı
- Uğurlu
- Üçbaş
- Üyücek
- Yakakaya
- Yanık
- Yağcıhüseyin
- Yeni Dereneci
- Yeşilköy
- Yukarıhüyük
- Yukarıkaraören
- Yukarıkese
- Yukarıçanlı
- Yıldırımdemirciler
- Yıldırımhacılar
- Yıldırımyağlıca
- Yıldırımçatak
- Yıldırımören